# Чжан Муэ
Чжан Муэ (天下霸唱; род. 1978, Тяньцзинь) — китайский писатель и сценарист, работающий под псевдонимом Тянься Бачан (天下霸唱) в жанре приключенческого фэнтези. Он стал известен благодаря своему стилю повествования, который сочетает элементы мистики, истории и современности.
Чжан Муэ является директором по контенту и акционером Xiangshang Pictures.

## Книги
Чжан Муэ является автором нескольких бестселлеров, среди которых популярный цикл китайских приключенческих романов Ghost Blows Out the Light (кит. «鬼吹灯», рус. «Призрак задувает свет»), который стал основой для успешной серии полнометражных художественных фильмов и веб-дорам. Его работы в основном фокусируются на приключениях, связанными с расхищением древних гробниц. Он также написал такие произведения, как «Девять генералов нижнего мира» (摸金校尉之九幽将军), «Кот-вор» (贼猫), «История о привидении в дождливую ночь» (活见鬼 雨夜妖谭), «Петля смерти» (死亡循环), «Бесконечная страна чудес» (无终仙境), «Затерянные в Куньлуне» (迷航昆仑墟), «Моцзиньдзюэ» (摸金玦), «Мой сосед — монстр» (我的邻居是妖怪), «Орлиная охота в Тянькэне» (天坑鹰猎), «Бог Нуо: Истории о призраках» (傩神：鬼方志怪), «Мастер Цуй» (崔老), «Речной Бог» (河神), «Бог Огня» (火神), «Сокровище Доу Чжаньлуна» (窦占龙憋宝), «Таинственная страна» (谜踪之国), «Таинственные происшествия в Муе» (牧野诡事) и «Большая игра» (大耍儿).

## Награды и достижения
Чжан Муэ был номинирован и удостоен различных наград в области литературы и кино, что свидетельствует о его влиянии в индустрии. Он считается одним из ключевых представителей нового поколения китайских писателей.
Согласно отчётов Orange Gua Witness в феврале 2017 года Чжан Муэ вошел в сотню лучших писателей во втором рейтинге «Королей литературы в Интернете». В 2020 году Чжан Муэ вошёл в десятку лучших авторов детективной прозы за последние 20 лет в онлайн-литературе, в 100 легендарных писателей и 100 деятелей отрасли.
В 2007 году Чжан Муэ занял 19-е место во втором списке самых богатых писателей Китая с гонораром в размере 2,8 млн долларов.
В 2010 году он занял десятое место в Пятом списке самых богатых китайских писателей 2010 года с гонораром в размере 4,2 миллиона долларов.

## Стиль и влияние на культуру
Чжан Муэ известен своим уникальным стилем, который сочетает элементы фольклора и мифологии. Его работы часто исследуют темы дружбы, преданности и борьбы с темными силами. Чжан активно использует свои знания китайской истории и культуры, чтобы создать захватывающие и увлекательные истории.
Его творчество также освещает традиционные китайские ценности и обычаи, что привлекает внимание как молодежи, так и более зрелой аудитории. Чжан Муэ активно взаимодействует с читателями через социальные сети, что способствует укреплению его популярности.
Работы Чжан Муэ оказали значительное влияние на развитие жанра приключенческого фэнтези в Китае, привлекая внимание к богатому наследию китайской мифологии. Его популярность среди читателей и зрителей сделала его одним из самых известных авторов современного Китая.
Чжан Муэ также вносит вклад в культурный обмен, переводя свои работы на другие языки и участвуя в международных литературных фестивалях.

## Личная жизнь
Чжан Муэ также известен своей приверженностью к защите китайской культуры и активно участвует в общественной жизни. Он много путешествует по Китаю и за его пределами, участвуя в различных мероприятиях, посвященных литературе и культуре. В сентябре 2022 года он был судьей 9-й премии «Вэньжун» на фестивале кино и телевидения в Хэндянь.